# Сан-Джованні-д'Ассо
Сан-Джованні-д'Ассо (італ. San Giovanni d'Asso) — муніципалітет в Італії, у регіоні Тоскана,  провінція Сієна.
Сан-Джованні-д'Ассо розташований на відстані близько 160 км на північний захід від Рима, 80 км на південь від Флоренції, 29 км на південний схід від Сієни.
Населення — 873 особи (2014).

## Демографія
Населення за роками:

Станом на 31 грудня 2014 року в муніципалітеті офіційно проживало 125 іноземців з 28 країн, серед них 80 громадян країн Євросоюзу.

## Сусідні муніципалітети
- Ашано
- Буонконвенто
- Монтальчино
- П'єнца
- Сан-Куїрико-д'Орча
- Трекуанда